# Сюзанна Бріт
Сюзанна Бріт (фр. Suzanne Briet, 1 лютого 1894 — 13 лютого 1989) — авторка, історикиня, відома як «мадам Дюк'юменештейн», була бібліотекаркою, поетесою і провидицею. Насамперед, відомий її трактат «Хто така Дюк'юменештейн». Відомі її листи про історію Арденни та поета Артура Рембо.
Незважаючи на те, що Брітт була високооцінена впродовж значної частини своєї кар'єри, Орден Почесного легіону був присвоєний їй у 1950 році. Сюзанна була забута в майбутньому, аж до її смерті в 1989 році.

## Раннє життя
Сюзанна Бріт народилася в Парижі, Франція, 1 лютого 1894 року, під час великих соціальних змін та економічних втрат у Франції після Першої світової війни. Хоча Бріт виросла у Парижі, усе життя залишалася прив'язаною до її батьківщини. Бріт було лише 20 років під час війни. Арденни — це вторгнення німецьких військ до Франції, і під час бойових дій її дядька було депортовано і дім її діда було зруйновано. Історики припустили, що, можливо, через досвід, який вона пережила під час війни, а також поїздок до Англії в дитинстві, Бріт швидко зацікавилася Лігою Націй. Матір Бріт очікувала, що вона стане вчителем. Сім'я Бріт відправила її в Еколе де Сівер, елітну жіночу школу для навчанняв чителів середніх шкіл, де вона отримала ступінь з історії та кваліфікацію викладання з  англійської та історії. Після вчителювання в Алжирі з 1917 по 1920 рік Бріт продовжувала кар'єру в бібліотечній справі.  У віці 30 років у 1924 році Брітт була однією з перших трьох жінок, призначених професійними бібліотекарями в Національній бібліотеці.

## Кар'єра
Кар'єра Бріт в Національній бібліотеці свідчила про значні зміни у професії бібліотеки. Бріт відігравала центральну роль у руслі «сучасної бібліотеки», яка уникнула елітарних традицій, які переважали у багатьох бібліотеках на користь «сучасних» ідей бібліотечної справи. На додаток до технологічних нововведень, Бріт бачила виникнення документації як окремої професії з власними технологіями, стандартами та підготовкою. У період з 1934 по 1954 рік Бріт створювала і керувала «Salledes Catalogs and Bibliographies», надаючи доступ до матеріалів по Франції, які раніше були доступними для більшості меценатів. До 1931 року вона була співзасновницею (разом з хіміком Жєном Жераром), Французьким організаціям документації, французьким аналогом Американської інституції документації, що сьогодні називається Американським суспільством інформатики та технологій .
Під час Другої світової війни Бріт була свідком  депортацій під час німецької окупації Парижу та інших, заарештованих як комуністів. Незважаючи на атмосферу страху, цензури, пригнічення та фізичні труднощі, Бріт  виконувала каталог та бібліографічні служби Національної бібліотеки. Під час війни Бріт продовжувала цікавитися документацією, навіть відвідуючи конференцію в Зальцбурзі, Німеччина, яка була організована німецькими документалістами. В кінці війни Бріт відігравала більшу роль у зростаючому міжнародному русі документації. У 1950 році вона підготувала міжнародне опитування про освіту бібліотекарів та документалістів на замовлення ЮНЕСКО і отримала Орден Почесного легіону. У 1951 році Бріт допомогла створити Національний інститут методики документації Національної консерваторії національного мистецтва. Вона була засновником Директора з досліджень, а згодом і віце-президентом Міжнародної федерації документування.
У тому ж році Бріт опублікувала свій трактат «Qu'est-cequeladocumentation?», в якій вона на 48 сторінках констатує свою філософію документації, проштовхуючи кордони поля поза текстів, щоб включити будь-яку суттєву форму доказів («Чи жива тварина є документом?» запитувала вона). Її тридцятирічна кар'єра в Національній бібліотеці поставила Бріт у тісномий контак з великими французькими мислителями того часу, включаючи вчених, істориків, лінгвістів та філософів, які мали значний вплив на її філософію. Бріт пішла у відставку з Національної бібліотеки в 1954 році у 60-річному віці. Вона написала свої останні нариси з документації в 1955 році. Вона провела пенсію, концентруючись на інших інтересах, включаючи історію Арденни та поета Артура Римбо. Її мемуари були опубліковані в 1979 році. Вона померла в Булоні в 1989 році.

## Вплив на інформаційні технолонії
Бріт опублікувала приблизно 100 нарисів, книг та доповідей з документації, бібліотечної науки та історії. Вона виокремила багато актуальних питань документації: інтернаціоналізація, інституціоналізація, інформаційна або документальна перевантаження, наукове спілкування, наука та технологія досліджень, світового миру та міжнародного розвитку. Бріт була глибоко зацікавлена у русі документообігу з 20-х років минулого століття, надавши йому глибоке розуміння культури та гуманітарних наук. Розширюючи технології та технологічні ідеї попередніх європейських документалістів, таких як Пол Оттле та Анрі Ла Фонтейн, Бріт зрозуміла, що технологія та культура глибоко пов'язані. Вона бачила суспільство і, отже, культуру, як перероблену технологією.  Тепер ми можемо побачити, наскільки правильно вона опинилася під впливом комп'ютерів та телекомунікацій. Як вказує один науковий співробітник: «Не раз до теорії актора-мережі в кінці двадцятого століття буде викладено облік соціальної мережі технічного виробництва, а саме документального виробництва».
Павло Оттле проблематизував визначення документа, коли він відкрив можливість розгляду будь-якого об'єкта, незалежно від людського наміру після його створення, вважати документом. Бріт вирішує проблему  аргументуючи, що документ повинен бути визначений шляхом його навмисного використання як такого. Вона наводить приклад антилопи — дикий у рівнинах, це не документ, а захоплений і поміщений в зоопарк, він стає об'єктом вивчення і тим самим документом. Він діє, як зазначає Брітт, як докази, що підтверджують факт. Облік об'єкта як доказ залежить не тільки від власних властивостей, але і від його самого формування як джерела інформації. Вона повинна бути організована у значущі стосунки з іншими доказами, щоб мати індексну силу доказів.
На думку одного вченого, однією з найважливіших поглядів Бріт є те, що окремі документи можуть інтерпретуватися різними способами різних людей, які бажають використовувати їх для різних цілей. Така мінливість інтерпретації характерна для документів навіть на рівні особистості слова, а різні рішення, прийнятті різними перекладачами на рівні слова, можуть мати значні наслідки. Бріт розвинула поняття індекса (буквально «індекс»), оскільки він не тільки вказував на об'єкт, але й відображав суть, в якій цей об'єкт з'являється як названа річ, що приводить до визначення поняття «документ», натхненного семіотикою. Крім того, Бріт стверджувала, що техніка та технології є вираженням мережевої культури. Один з науковців пояснює ідею таким чином: Інформаційні та комунікаційні технології можуть запровадити новий ритм для суспільства та культури, але вони самі є симптомом західного соціального розвитку. Таким чином, техніка та технології є історично специфічними та симптомами культури. Бріт стверджує, що документація повинна відповідати шляхом включення цих симптомів і специфіки західноїкультури, але також повинна включати протилежну тенденцію до західної сучасності до глобальної експансії. Бріт також бачила, що знання є вбудованими та виникають у культурному та суспільному виробництві, а сучасність — це зростання мережі знань. Справді, все більш в глобалізованому світі Бріт стверджувала, що документація повинна задовольнити вимогу матеріальної необхідності, а не бути покладена на службу культури; Тобто, документація визначає важливість конкретних, більш локалізованих або спеціалізованих культур з точки зору їх матеріальних потреб, їх спеціалізованих словників та технологій, необхідних для надання документальних послуг для цих груп.